# Selena (film)
Selena – amerykański dramat biograficzny z 1997 roku w reżyserii Gregory’ego Navy, opowiadający historię życia meksykańsko-amerykańskiej piosenkarki i projektantki Seleny.

## Opis fabuły
Selena już jako dziecko wykazywała duży talent muzyczny. Zauważył to jej ojciec – dawny muzyk. Życie całej rodziny zostało dostosowane do śpiewu Seleny, która pokonywała bariery dla niektórych nie do pokonania. Jej kariera rozwijała się bardzo szybko i pierwsze koncerty zagrała jako dziewięcioletnie dziecko. Pełna czułości i poświęcenia dziewczynka nie miała własnego dzieciństwa – swoje życie podporządkowała muzyce. Szkołę ukończyła korespondencyjnie, a pierwszą miłość przeżyła z gitarzystą własnego zespołu. Jej perfekcjonizm doprowadził ją do otrzymania Grammy. Jednak jej życie skończyło się tragicznie. Została zastrzelona przez bliską jej osobę.